# Vini
Vini is een geslacht van vogels uit de familie Psittaculidae (papegaaien van de Oude Wereld) en de groep van de lori's. 

## Kenmerken
Het zijn allemaal buitengewoon fraai gekleurde vogels.

## Verspreiding en leefgebied
Het zijn endemische vogelsoorten op tropische eilanden in de Grote Oceaan waaronder de Fiji-eilanden, Samoa, Frans-Polynesië tot aan Henderson (eiland). 

## Soorten
Het geslacht kent de volgende soorten:
- Vini amabilis  – Roodkeellori
- Vini australis  – Blauwkaplori
- Vini diadema  – Nieuw-Caledonische lori
- Vini kuhlii  – Kuhls lori
- Vini meeki  – Meeks lori
- Vini palmarum  – Palmlori
- Vini peruviana  – Saffierlori
- Vini rubrigularis  – Roodkinlori
- Vini solitaria  – Gekraagde lori
- Vini stepheni  – Stephens lori
- Vini ultramarina  – Hemelsblauwe lori